# Memecylon amherstianum
Memecylon amherstianum är en tvåhjärtbladig växtart som beskrevs av Charles Baron Clarke. Memecylon amherstianum ingår i släktet Memecylon och familjen Melastomataceae.
Artens utbredningsområde är Burma. Inga underarter finns listade i Catalogue of Life.